# Adelaide Tambo
Adelaide Frances Tambo, geborene Tshukudu (* 18. Juli 1929 in Vereeniging; † 31. Januar 2007 in Johannesburg), auch bekannt als Ma Tambo,  war eine südafrikanische Politikerin und Bürgerrechtlerin.

## Leben
Adelaide Tambo war die Tochter eines evangelikalen Predigers. Im Alter von zehn Jahren kam sie erstmals bewusst mit den Auswirkungen der Apartheid in Kontakt, als ihr Großvater bei einem Aufstand kollabierte und von einem Polizisten abfällig Boy genannt wurde.
Sie absolvierte eine Ausbildung zur Krankenschwester und Hebamme in der heutigen Provinz Gauteng. Mit vierzehn Jahren fing sie an, für den African National Congress (ANC) als Kurier zu arbeiten. Im Jahre 1947 trat sie der ANC Youth League (ANC-Jugendorganisation) bei. Sie wurde zur Repräsentantin des Township George Goch gewählt und war von dort für den Ausbau der Jugendarbeit in Transvaal verantwortlich. 1956 traf sie Oliver Tambo, der zu diesem Zeitpunkt Generalsekretär des ANC war, und heiratete ihn im Dezember des Jahres; mit ihm hatte sie einen Sohn und zwei Töchter.
Nach dem Sharpeville-Massaker 1960 ging Adelaide Tambo nach London ins Exil, um von dort aus an der internationalen Widerstandsarbeit gegen das Apartheidregime teilzunehmen. Sie war Mitbegründerin des Afro-Asian Solidarity Movement und der Pan-African Women’s Organisation (PAWO). Nach dem Ende der Apartheid kehrte sie 1994 in ihr Heimatland Südafrika zurück, im selben Jahr wurde sie zur Schatzmeisterin der ANC Women’s League (ANC Frauenliga) und bei den Wahlen 1994 in die Nationalversammlung gewählt. Bis 1999 war sie Mitglied des Parlaments. Sie starb am 31. Januar 2007 im Alter von 77 Jahren in Johannesburg, die Todesursache ließ sich nicht feststellen.

## Auszeichnungen
- Oliver Tambo/Johnny Makatini Freiheitspreis, verliehen 1995
- Order of Simon of Cyrene, höchste Auszeichnung der Anglican Church of Southern Africa, verliehen 1997
- Noel Foundation Life Award
- Order of the Baobab in Gold, verliehen 2002
- Staatsbegräbnis am 10. Februar 2007